# Яузское водохранилище
Я́узское водохрани́лище — водохранилище руслового типа на реке Яузе в Гагаринском районе Смоленской области России. Образуется из поднятых вод верхнего течения Яузы, рек Локни, Трупянки, Куклинки, Савинки, Титовки, а также воды, перекачиваемой из Вазузского водохранилища по восьмикилометровому каналу. Плотина водохранилища расположена в 3 км к северу от села Карманово Гагаринского района Смоленской области. Бетонная плотина имеет длину 910 метров, по ней организован автомобильный переход, сброс воды осуществляется с высоты около 22 метров. Вместе с Вазузским и Верхне-Рузским водохранилищами образует Вазузскую гидросистему. Высота над уровнем моря — 215 м.
Водохранилище состоит из двух рукавов. Один тянется примерно на 15 километров от села Карманово к северу по долине притока Яузы — Локни. Северная часть этого рукава, четыре километра, входит в состав Тверской области. Средняя ширина этого рукава от 500 метров до одного километра. С западной стороны от рукава отходят несколько заливов. Второй рукав тянется более чем на 20 километров от села Карманово к востоку и проходит в основном по долине Яузы. В центре этого рукава находится большой плёс, в наиболее широких местах которого расстояние между берегом составляет до 5 км. От основного плёса отходят в разные стороны несколько заливов.
Водохранилище делится на три участка: 1-й участок — рукав до реки Локни; 2-й участок — от деревни Ястребы (паромная переправа) до деревни Курдюки; 3-й участок — от деревни Курдюки до деревни Ветрово.
Проектные работы по строительству Яузского водохранилища начались в 1957 году; введено в эксплуатацию в 1977 году, заполнено в 1977—1978 годах.
Площадь зеркала при нормальном подпорном уровне — 51 км², полный объём — 290,3 млн м³. Длина — около 25 км, максимальная ширина — 4,5 км, средняя глубина — 5,7 м, максимальная — 21 м. Протяжённость береговой линии — 210 км. Среднегодовой сток — 121,2 млн м³.

## Хозяйственное значение
Относится ко второму, Москворецкому (первый — Волжский) источнику водоснабжения Москвы и используется в качестве резерва, совместно с Вазузским и Верхнее-Рузским водохранилищем. Является самой удалённой частью системы водоснабжения Москвы. Эксплуатацию водохранилища осуществляет АО «Мосводоканал». Орган управления Вазузской гидросистемой находится в селе Карманово Гагаринского района Смоленской области.